# 阿勒馬克圖姆國際機場
阿勒马克图姆国际机场（阿拉伯语：‎）是位於阿拉伯联合酋长国迪拜杰贝阿里的一个主要机场的正式名称，2010年6月27日竣工，是杜拜世界中心的一部分。
機場名稱来自迪拜酋长家族的姓氏阿勒马克图姆，曾用名称包括「杰贝阿里国际机场」、「杰贝阿里机场城」和「杜拜世界中心国际机场」。

## 历史

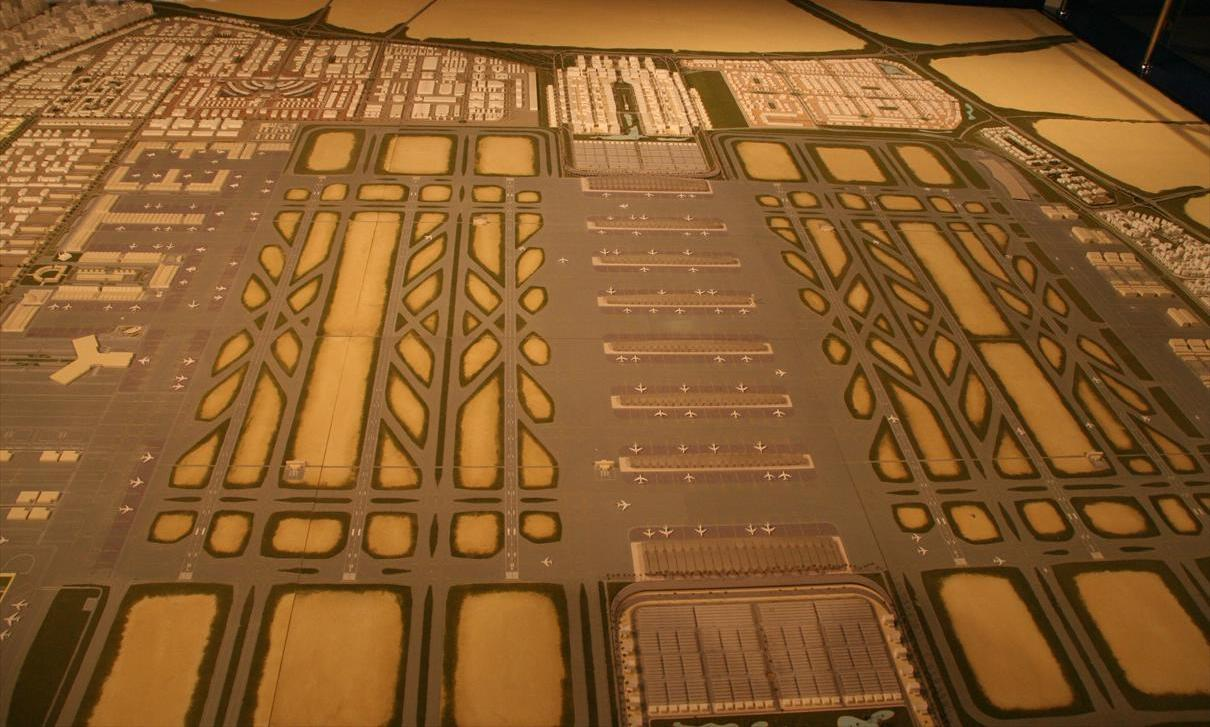
阿勒马克图姆国际机场布局（2006年）

### 建设
现已建成了长4.5公里的A380跑道，之后进行了跑道的测试和试验，在未来6至8个月内，使跑道可以满足CAT III-C的起飞降落要求。同时，机场建设起货运空港，这个货运空港的耗资约7500万美元，在2008年年底完成总建设任务的50％。
在项目的第一阶段，设计计划使机机场的货运吞吐能力为20万吨，并且其潜力可以增加至120万吨。同时，客运部分的被设计到年吞吐为1.6亿人次。到2013年，它有望成为世界上货运量最大的机场。该项目预计将在2017年全面完成并投入使用，但2007年至2012年的全球金融危机使得完成日期推迟到2027年。

### 运营
阿勒马克图姆国际机场于2010年6月27日开通运营，开通时只有一条跑道，而且只起降货运航班。
机场首次飞机降落紀錄是在2010年6月20日，是一架阿联酋航空从香港飞来的波音777货机，目的為测试机场的各种功能，如空中交通管制，飞机在地面上的运动，安全飞行等。
第一架客运飞机降落是在2011年，机型为空中客车公司A319CJ，2011年2月24日，虽然機場运营商迪拜机场公司表示2011年底之前不会开始定期客运，但机场已经开始接收少于60名乘客的客机。
2013年10月27日，旅客航站大樓正式啟用並開始客運服務。
2014年5月1日，阿聯酋貨運航空從杜拜國際機場移轉至此。
2015年10月25日，杜拜航空於本機場開辦客運服務。
2017年11月12日，第17屆杜拜航空展於本機場舉行。

## 未来计划
阿勒马克图姆国际机场是迪拜世界中心的心脏地带，作为世界上最大的客运和货运枢纽，阿勒马克图姆国际机场计划是比迪拜国际机场和迪拜货运村大十倍，可能超越年处理9000多万人的哈兹菲尔德-杰克逊亚特兰大国际机场而成为世界上最大的机场。
阿勒马克图姆国际机场的设计着眼于未来，设计方指出有能力处理各型号的下一代飞机，包括空中客车A380。在未来，机场可以满足四架飞机同时降落，每天24小时运营，最大限度地减少飞机在空中排队。
该机场将包括：
- 五个平行跑道，长度为4.5公里，彼此相隔的距离为2600英尺。原计划建设六跑道，但2009年4月的定案将数量减至5个。
- 三个航站楼，其中两个配备豪华装修，一个专门用于航空公司阿联酋航空集团，还有一个用于其他运营商，第三个航站楼则给低成本航空公司使用。
- 16个货运基地。
- 行政和皇家喷气机中心。
- 酒店和商场。
- 支持和维护设施：阿勒马克图姆国际机场将成为该地区唯一能为包括A380的所有机型进行A，B，C三类检查的机场。
- 机场工作人员和乘客将享有超过10万个停车位（可能是地下的）。
- 将与现有的迪拜国际机场建设高速的快速铁路系统。
- 将有地铁站和一条专用的迪拜世界中心轻轨铁路。

1. ↑  Cornwell, Alexander. . Reuters. 3 October 2018  [28 April 2024].